# I legislatura della Repubblica Italiana
La I legislatura della Repubblica Italiana è stata in carica dall'8 maggio 1948 al 24 giugno 1953, risultando essere la legislatura più lunga della storia repubblicana.

## Cronologia
Le elezioni del 18 aprile 1948 sono le prime elezioni repubblicane italiane, dopo quelle svolte due anni prima per la costituzione dell'Assemblea Costituente. Il 1º gennaio è entrata in vigore la Costituzione italiana, a maggio nasce il primo governo successivo all'entrata in vigore della Costituzione. Come previsto dalla III disposizione transitoria della Costituzione gli ex Senatori del Regno, non dichiarati decaduti, sono componenti di diritto del Senato della Repubblica.
Alla vigilia delle elezioni scoppia l'allarme della cosiddetta "sindrome di Pescara": nella città adriatica, infatti, il 15 febbraio, alle elezioni amministrative, le sinistre – insieme ai repubblicani – avevano conquistato il 79% dei consensi, cosa che destò scalpore soprattutto fra le dirigenze democristiane. Il nuovo sindaco comunista di Pescara viene invitato nei comizi di tutta Italia, ma la DC si mobilita in ogni modo tant'è che la stessa Pescara, alle politiche del 18 aprile, cambia improvvisamente orientamento e il fronte democristiano supera (seppure di poco) quello di sinistra.
Le elezioni si svolgono regolarmente: alla presidenza del Consiglio viene riconfermato Alcide De Gasperi, considerato ormai il principale statista della politica italiana. Del governo, oltre alla DC, entrano a far parte anche i socialdemocratici, i repubblicani e i liberali.
Il governo va in crisi dopo circa due anni: il presidente De Gasperi decide di dimettersi in seguito alle reazioni ostili del Partito Liberale sulla legge fondiaria della Sila. Il 14 gennaio 1950 De Gasperi si dimette e il 27 gennaio costituisce un nuovo governo senza l'apporto dei liberali.
È aria di bufera, successivamente, nel 1951: il 19 luglio il governo si scioglie per dei contrasti fra il presidente e il suo stesso ministro, il democristiano Giuseppe Pella, che possiede la delega al Bilancio. Pella critica De Gasperi in materia di politica economica e scoppia un periodo di forti antipatie: il presidente si ridesta e costituisce il terzo esecutivo di questa legislatura fondato soltanto sull'alleanza DC-PRI, con l'astensione di socialdemocratici e liberali. Pella ha un ruolo marginale.

## Governi
- Governo De Gasperi V
  - Dal 23 maggio 1948 al 14 gennaio 1950
  - Presidente del Consiglio dei ministri: Alcide De Gasperi (DC)
  - Composizione del governo: DC, PLI, PSLI, PRI

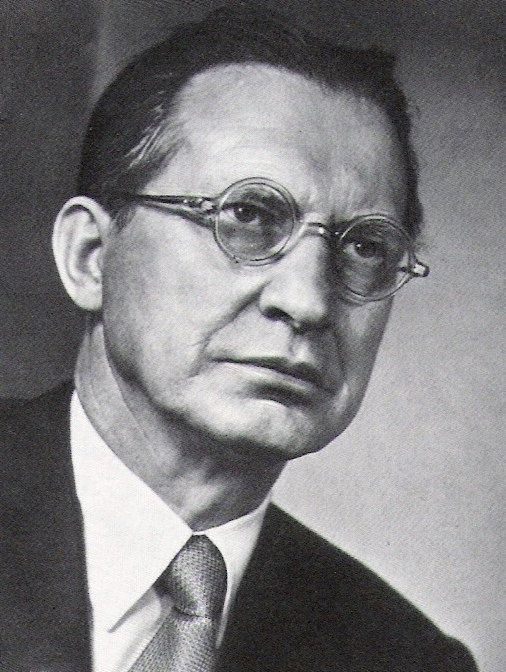
Alcide De Gasperi, Presidente del Consiglio per l'intera legislatura.

- Governo De Gasperi VI
  - Dal 27 gennaio 1950 al 19 luglio 1951
  - Presidente del Consiglio dei ministri: Alcide De Gasperi (DC)
  - Composizione del governo: DC, PSLI, PRI
- Governo De Gasperi VII
  - Dal 26 luglio 1951 al 7 luglio 1953
  - Presidente del Consiglio dei ministri: Alcide De Gasperi (DC)
  - Composizione del governo: DC, PRI

## Camera dei deputati

### Ufficio di presidenza

#### Presidente
Giovanni Gronchi (DC) - L'elezione è avvenuta l'8 maggio 1948.

#### Vicepresidenti
- Giuseppe Fuschini (DC) [fino al 10/07/1949]
- Gaetano Martino (Liberale)
- Giuseppe Chiostergi (Repubblicano)
- Ferdinando Targetti (PSI) [fino al 21/01/1953]
- Egidio Tosato (DC) [dal 26/07/1949 al 01/01/1950]
- Giovanni Leone (DC) [dal 24/02/1950]
- Luigi Bennani (PSI) [dal 05/02/1953]

#### Questori
- Bernardo Mattarella (DC) [fino al 27/05/1948]
- Guglielmo Schiratti (DC)
- Vincenzo La Rocca (PCI) [fino al 21/01/1953]
- Stefano Riccio (DC) [dal 04/06/1948]
- Francesco Colitto (Liberale) [dal 04/02/1953]

#### Segretari
- Fiorentino Sullo (DC)
- Arnaldo Fabriani (DC)
- Stefano Riccio (DC) [fino al 04/06/1948]
- Enrico Parri (Repubblicano) [fino al 06/07/1949]
- Raffaele Merloni (PSI) [fino al 21/01/1953]
- Antonio Giolitti (PCI) [fino al 21/01/1953]
- Mario Marino Guadalupi (PSI) [fino al 21/01/1953]
- Pasquale Cortese (DC) [dall'08/06/1948]
- Guido Ceccherini (PSI) [dal 19/05/1949]
- Crescenzo Mazza (DC) [dal 14/07/1949]
- Olga Giannini (PNM) [dal 04/02/1953]
- Antonio Ebner (Misto) [dal 04/02/1953]
- Francesco Saija (PNM) [dal 04/02/1953]

### Capigruppo parlamentari
| Gruppo parlamentare | Gruppo parlamentare                     | Presidente | Seggi     |
| ------------------- | --------------------------------------- | --- | --------- |
|                     | Democratico Cristiano                   | Giuseppe Cappi [fino al 02/021949] Giuseppe Spataro [dal 02/02/1949 al 09/02/1950] Giuseppe Cappi [dal 09/02/1950 al 07/12/1950] Giuseppe Bettiol [dal 07/12/1950] | 300 / 572 |
|                     | Comunista                               | Palmiro Togliatti | 126 / 572 |
|                     | Partito Socialista Italiano             | Pietro Nenni | 53 / 572  |
|                     | Partito Socialista Democratico Italiano | Ezio Vigorelli | 33 / 572  |
|                     | Misto                                   | Guido Russo Perez | 23 / 572  |
|                     | Partito Nazionale Monarchico            | Alfredo Covelli | 16 / 572  |
|                     | Liberale                                | Raffaele De Caro | 13 / 572  |
|                     | Partito Repubblicano Italiano           | vacante | 8 / 572   |

#### Gruppi cessati di esistere nel corso della legislatura
| Gruppo parlamentare | Gruppo parlamentare                               | Presidente     | Data di scioglimento |
| ------------------- | ------------------------------------------------- | -------------- | -------------------- |
|                     | Partito Socialista Unitario (PSU)                 | Ezio Vigorelli | 18/05/1951           |
|                     | Partito Socialista dei Lavoratori Italiani (PSLI) | Luigi Bennani  | 18/05/1951           |
|                     | Unità Socialista (US)                             | Mario Longhena | 31/01/1950           |

### Commissioni parlamentari
| #    | Commissione | Presidente                                                      | Presidente                                         |
| ---- | --- | --------------------------------------------------------------- | -------------------------------------------------- |
| I    | Affari interni - ordinamento politico ed amministrativo - affari di culto - spettacoli - attività sportive - stampa        |                                                                 | Egidio Tosato (DC) [fino al 26/07/1949]            |
| I    | Affari interni - ordinamento politico ed amministrativo - affari di culto - spettacoli - attività sportive - stampa        | Giovanni Battista Migliori (DC) [dal 26/07/1949 all'11/08/1951] |                                                    |
| I    | Affari interni - ordinamento politico ed amministrativo - affari di culto - spettacoli - attività sportive - stampa        | Achille Marazza (DC) [dall'11/08/1951]                          |                                                    |
| II   | Rapporti con l'estero, compresi gli economici - colonie                                                                    |                                                                 | Gaspare Ambrosini (DC)                             |
| III  | Diritto - procedura e ordinamento giudiziario - affari di giustizia - autorizzazione a procedere                           |                                                                 | Giuseppe Bettiol (DC) [fino al 01/07/1952]         |
| III  | Diritto - procedura e ordinamento giudiziario - affari di giustizia - autorizzazione a procedere                           | Luigi Camillo Fumagalli (DC) [dal 01/07/1952]                   |                                                    |
| IV   | Finanze e Tesoro |                                                                 | Ugo La Malfa (Repubblicano) [fino al 02/02/1950]   |
| IV   | Finanze e Tesoro | Salvatore Scoca (DC) [dal 02/02/1950]                           |                                                    |
| V    | Difesa |                                                                 | Luigi Chatrian (DC)                                |
| VI   | Istruzione e belle arti |                                                                 | Gaetano Martino (Liberale)                         |
| VII  | Lavori pubblici |                                                                 | Alberto Simonini (US) [fino al 14/09/1948]         |
| VII  | Lavori pubblici | Chiaffredo Belliardi (US) [dal 14/09/1948 al 01/07/1950]        |                                                    |
| VII  | Lavori pubblici | Luigi Bennani (PSDI) [dal 01/07/1950]                           |                                                    |
| VIII | Trasporti - comunicazioni - marina mercantile                                                                              |                                                                 | Armando Angelini (DC)                              |
| IX   | Agricoltura e foreste - alimentazione                                                                                      |                                                                 | Francesco Maria Dominedò (DC) [fino al 27/01/1950] |
| IX   | Agricoltura e foreste - alimentazione                                                                                      | Pietro Germani (DC) [dal 27/01/1950]                            |                                                    |
| X    | Industria e commercio - turismo                                                                                            |                                                                 | Giuseppe Togni (DC) [fino al 27/01/1950]           |
| X    | Industria e commercio - turismo                                                                                            | Gioacchino Quarello (DC) [dal 27/01/1950]                       |                                                    |
| XI   | Lavoro - emigrazione - cooperazione - previdenza e assistenza sociale - assistenza post bellica - igiene e sanità pubblica |                                                                 | Giuseppe Rapelli (DC)                              |

### Riepilogo della composizione
| Gruppo parlamentare alla Camera dei deputati | Gruppo parlamentare alla Camera dei deputati      | Inizio legislatura | 1948 | 1949 | 1950 | 1951 | 1952 | Fine legislatura |
| -------------------------------------------- | ------------------------------------------------- | ------------------ | ---- | ---- | ---- | ---- | ---- | ---------------- |
|                                              | Democratico Cristiano (DC)                        | 306                | 306  | 305  | 305  | 301  | 301  | 300              |
|                                              | Comunista (PCI)                                   | 133                | 132  | 131  | 131  | 129  | 127  | 126              |
|                                              | Partito Socialista Italiano (PSI)                 | 50                 | 51   | 52   | 51   | 50   | 52   | 53               |
|                                              | Partito Socialista Democratico Italiano (PSDI)    | —                  | —    | —    | —    | 35   | 35   | 33               |
|                                              | Partito Nazionale Monarchico (PNM)                | 14                 | 13   | 11   | 11   | 13   | 14   | 16               |
|                                              | Liberale                                          | 14                 | 14   | 14   | 15   | 13   | 13   | 13               |
|                                              | Repubblicano                                      | 10                 | 10   | 10   | 10   | 9    | 9    | 8                |
|                                              | Partito Socialista dei Lavoratori Italiani (PSLI) | —                  | —    | —    | 20   | —    | —    | —                |
|                                              | Partito Socialista Unitario (PSU)                 | —                  | —    | —    | 14   | —    | —    | —                |
|                                              | Unità Socialista (US)                             | 33                 | 33   | 33   | —    | —    | —    | —                |
|                                              | Gruppo misto                                      | 13                 | 14   | 17   | 16   | 24   | 23   | 23               |
| Totale                                       | Totale                                            | 573                | 573  | 573  | 573  | 574  | 574  | 572              |

#### Modifiche nella composizione dei gruppi parlamentari
1. ↑  Un deputato del gruppo DC cessa dal mandato parlamentare durante il 1948: Giovanni Ghirotti il 28 ottobre, lo stesso giorno è sostituito da Natale Gorini.

Due deputati del gruppo DC decedono durante il 1948: Egidio Ferrara l'8 giugno, il giorno successivo è sostituito da Erisia Gennai Tonietti; Giovanni Scano il 2 settembre, il 14 settembre è sostituito da Enrico Sailis.
2. ↑  Un deputato del gruppo DC cessa dal mandato parlamentare durante il 1949: Giovanni Tanasco l'11 ottobre, lo stesso giorno è sostituito da Guglielmo Giannini che aderisce al gruppo Misto.

Tre deputati del gruppo DC decedono durante il 1949: Michele Valenti il 13 marzo, il 23 marzo è sostituito da Attilio Bartole; Giuseppe Fuschini il 10 luglio, il 15 luglio è sostituito da Giovanni Tanasco; Ugo Rodinò il 23 novembre, il 1ºdicembre è sostituito da Luigi Rocco.
3. ↑  Una deputata del gruppo DC cessa dal mandato parlamentare durante il 1950: Maria Pucci il 13 dicembre, il 20 dicembre è sostituita da Giuseppe Mario Boidi.

Quattro deputati del gruppo DC decedono durante il 1950: Giovanni Gasparoli il 29 luglio e Pietro Bulloni il 25 agosto, il 27 settembre sono sostituiti rispettivamente da Pio Alessandrini e Giovanni Tanasco; Alfredo Proia il 23 ottobre, il 26 ottobre è sostituito da Lorenzo Natali; Giuseppe Firrao il 10 dicembre, il 20 dicembre è sostituito da Amedeo Sica.
4. ↑  Quattro deputati abbandonano il gruppo DC durante il 1951. Aderiscono al gruppo Misto: Florestano Di Fausto e Ettore Viola il 7 febbraio, Domenico Latanza il 3 luglio, Gerardo De Caro il 26 ottobre.

Un deputato del gruppo DC cessa dal mandato parlamentare durante il 1951: Vittorio Pertusio il 14 novembre, il 16 novembre è sostituito da Bartolomeo Bolla.

Cinque deputati del gruppo DC decedono durante il 1951: Luigi Rocco il 3 febbraio, il 14 febbraio è sostituito da Pietro Lombari; Angelo Visentin il 2 marzo, il 14 marzo è sostituito da Antonio Pavan; Leone Osvaldo Girolami il 12 luglio e Vincenzo Cecconi il 18 luglio, il 2 agosto sono sostituiti rispettivamente da Gualtiero Driussi e Roberto Cuzzaniti; Fiorenzo Cimenti il 6 ottobre, il 26 ottobre è sostituito da Uberto Breganze.
5. ↑  Tre deputati del gruppo DC cessano dal mandato parlamentare durante il 1952: Giuseppe Dossetti il 18 luglio ed Enzo Giacchero il 23 settembre, il 3 ottobre sono sostituiti rispettivamente da Lina Cecchini e Angelo Bellato; Giorgio La Pira il 22 dicembre, il giorno successivo è sostituito da Giuseppe Leoni.
6. ↑  Un deputato aderisce al gruppo DC durante il 1953. Abbandonando il gruppo Misto: Guido Russo Perez il 19 febbraio.

Un deputato abbandona il gruppo DC durante il 1953. Aderisce al gruppo Misto: Raffaele Terranova il 13 febbraio.

Un deputato del gruppo DC cessa dal mandato parlamentare durante il 1953: Enrico Mattei il 5 marzo.

Un deputato del gruppo DC decede durante il 1953: Antonio Pavan il 24 gennaio, il 5 febbraio è sostituito da Ida d'Este.
7. ↑  Una deputata del gruppo PCI cessa dal mandato parlamentare durante il 1948: Giuseppina Re il 29 settembre, il 6 ottobre è sostituita da Alcide Malagugini che aderisce al gruppo PSI.
8. ↑  Un deputato del gruppo PCI cessa dal mandato parlamentare durante il 1949: Luigi De Filpo il 10 marzo, il 23 marzo è sostituito da Francesco Cerabona che aderisce al gruppo PSI.
9. ↑  Un deputato del gruppo PCI decede durante il 1950: Domenico Emanuelli l'8 settembre, il 27 è sostituito da Pietro Ingrao.
10. ↑  Un deputato subentrante aderisce al gruppo PCI durante il 1951: Guido Martuscelli il 19 settembre, in sostituzione di Luigi Cacciatore del gruppo PSI.

Due deputati abbandonano il gruppo PCI durante il 1951. Aderiscono al gruppo Misto: Aldo Cucchi e Valdo Magnani il 7 febbraio.

Un deputato del gruppo PCI cessa dal mandato parlamentare durante il 1951: Giordano Pratolongo il 12 settembre, il 19 settembre è sostituito da Lucio Mario Luzzatto che aderisce al gruppo PSI.
11. ↑  Una deputata subentrante aderisce al gruppo PCI durante il 1952: Luciana Fittaioli il 3 ottobre, in sostituzione di Alfredo Cotani del gruppo PSI.

Un deputato del gruppo PCI cessa dal mandato parlamentare durante il 1952: Giovanni Bruno il 9 aprile, il 4 giugno è sostituito da Elsa Molè che aderisce al gruppo PSI.

Due deputati del gruppo PCI decedono durante il 1952: Giacomo Bergamonti il 17 marzo, il 27 marzo è sostituito da Carlo Bertazzoni che aderisce al gruppo PSI; Giuseppe Latorre il 24 maggio, il 4 giugno è sostituito da Giuseppe Bogoni che aderisce al gruppo PSI.
12. ↑  Un deputato abbandona il gruppo PCI durante il 1953. Aderisce al gruppo Misto: Luigi Silipo il 13 febbraio.
13. ↑  Un deputato subentrante aderisce al gruppo PSI durante il 1948: Alcide Malagugini il 6 ottobre, in sostituzione di Giuseppina Re del gruppo PCI.

Un deputato del gruppo PSI decede durante il 1948: Luigi Zappelli il 9 agosto, il 14 settembre è sostituito da Alcide Pirazzi Maffiola.
14. ↑  Un deputato subentrante aderisce al gruppo PSI durante il 1949: Francesco Cerabona il 23 marzo, in sostituzione di Luigi De Filpo del gruppo PCI.
15. ↑  Un deputato abbandona il gruppo PSI durante il 1950. Aderisce al gruppo PSU: Giuseppe Lupis il 31 gennaio.
16. ↑  Un deputato subentrante aderisce al gruppo PSI durante il 1949: Lucio Mario Luzzatto il 19 settembre, in sostituzione di Giordano Pratolongo del gruppo PCI.

Un deputato abbandona il gruppo PSI durante il 1951. Aderisce al gruppo PS-SIIS: Giancarlo Matteotti il 18 maggio.

Un deputato del gruppo PSI decede durante il 1951: Luigi Cacciatore il 17 agosto, il 19 settembre è sostituito da Guido Martuscelli che aderisce al gruppo PCI.
17. ↑  Tre deputati subentranti aderiscono al gruppo PSI durante il 1952: Carlo Bertazzoni il 27 marzo, Giuseppe Bogoni ed Elsa Molè il 4 giugno, in sostituzione rispettivamente di Giacomo Bergamonti, Giuseppe Latorre e Giovanni Bruno del gruppo PCI.

Un deputato del gruppo PCI decede durante il 1952: Alfredo Cotani il 22 settembre, il 3 ottobre è sostituito da Luciana Fittaioli che aderisce al gruppo PCI.
18. ↑  Un deputato aderisce al gruppo PSI durante il 1953. Abbandonando il gruppo PSDI: Ubaldo Lopardi il 13 febbraio.
19. ↑  Trentacinque deputati aderiscono al gruppo PS-SIIS durante il 1951. Abbandonando il gruppo PSLI: Luigi Bennani, Virginio Bertinelli, Mario Bettinotti, Bianca Bianchi, Umberto Calosso, Giovanni Cartia, Bruno Castellarin, Guido Ceccherini, Domenico Chiaramello, Italo Cornia, Cornelio Fietta, Ivan Matteo Lombardo, Mario Longhena, Luigi Preti, Paolo Rossi, Nicola Salerno, Giuseppe Saragat, Alberto Simonini, Roberto Tremelloni e Paolo Treves il 18 maggio. Abbandonando il gruppo PSU: Giuseppe Arata, Egidio Ariosto, Chiaffredo Belliardi, Corrado Bonfantini, Piero Calamandrei, Antonio Cavinato, Giovanni Giavi, Ubaldo Lopardi, Giuseppe Lupis, Matteo Matteotti, Ugo Guido Mondolfo, Ezio Vigorelli, Mario Zagari e Umberto Zanfagnini il 18 maggio. Abbandonando il gruppo PSI: Giancarlo Matteotti il 18 maggio.
20. ↑  Due deputati abbandonano il gruppo PSDI durante il 1953. Aderisce al gruppo PSI: Ubaldo Lopardi il 13 febbraio. Aderisce al gruppo Misto: Piero Calamandrei il 13 febbraio.
21. ↑  Un deputato abbandona il gruppo PNM durante il 1948. Aderisce al gruppo Misto: Vincenzo Cicerone il 10 giugno.
22. ↑  Due deputati abbandonano il gruppo PNM durante il 1949. Aderiscono al gruppo Misto: Ezio Coppa l'8 luglio, Alberto Consiglio il 12 ottobre.

Un deputato del gruppo PNM cessa dal mandato parlamentare durante il 1945: Paolo Greco il 27 maggio, lo stesso giorno è sostituito da Francesco Sciaudone.
23. ↑  Un deputato aderisce al gruppo PNM durante il 1950. Abbandonando il gruppo Misto: Alberto Consiglio l'8 luglio.

Un deputato abbandona il gruppo PNM durante il 1950. Aderisce al gruppo Liberale: Francesco Saija il 3 febbraio.
24. ↑  Quattro deputati aderiscono al gruppo PNM durante il 1951. Abbandonando il gruppo Misto: Uberto Bonino il 10 luglio, Olga Giannini il 13 luglio, Martino Trulli il 17 luglio, Agilulfo Caramia il 2 agosto.

Due deputati abbandonano il gruppo PNM durante il 1951. Aderiscono al gruppo Misto: Tommaso Leone Marchesano il 3 luglio, Giovanni Alliata Di Montereale il 10 luglio.
25. ↑  Due deputati aderiscono al gruppo PNM durante il 1952. Abbandonando il gruppo Misto: Florestano Di Fausto l'11 marzo, Tommaso Leone Marchesano il 20 dicembre.

Un deputato abbandona il gruppo PNM durante il 1952. Aderisce al gruppo Misto: Alberto Consiglio il 15 febbraio.

Un deputato del gruppo PNM decede durante il 1952: Mario Ricciardi l'8 marzo, il 27 marzo è sostituito da Alberigo Lenza.
26. ↑  Due deputati aderiscono al gruppo PNM durante il 1953. Abbandonando il gruppo Misto: Giovanni Alliata Di Montereale ed Ezio Coppa il 13 febbraio.
27. ↑  Un deputato aderisce al gruppo Liberale durante il 1950. Abbandonando il gruppo PNM: Francesco Saija il 4 febbraio.

Un deputato del gruppo Liberale decede durante il 1950: Giuseppe Grassi il 25 gennaio, l'8 febbraio è sostituito da Luigi Vallone.
28. ↑  Due deputati abbandonano il gruppo Liberale durante il 1951. Aderiscono al gruppo Misto: Aldo Casalinuovo ed Epicarmo Corbino il 3 luglio.
29. ↑  Un deputato del gruppo PRI cessa dal mandato parlamentare durante il 1949: Enrico Parri il 6 luglio, lo stesso giorno è sostituito da Mary Tibaldi Chiesa.
30. ↑  Un deputato abbandona il gruppo PRI durante il 1951. Aderisce al gruppo Misto: Alessandro Scotti il 9 marzo.
31. ↑  Un deputato del gruppo PRI decede durante il 1953: Giuseppe Giulietti il 20 giugno.
32. ↑  Venti deputati aderiscono al gruppo PSLI durante il 1950. Abbandonando il gruppo US: Luigi Bennani, Virginio Bertinelli, Mario Bettinotti, Bianca Bianchi, Umberto Calosso, Giovanni Cartia, Bruno Castellarin, Guido Ceccherini, Domenico Chiaramello, Italo Cornia, Cornelio Fietta, Ivan Matteo Lombardo, Mario Longhena, Giovanni Battista Pera, Luigi Preti, Nicola Salerno, Giuseppe Saragat, Alberto Simonini, Roberto Tremelloni e Paolo Treves il 31 gennaio.

Un deputato del gruppo PSLI decede durante il 1950: Giovanni Battista Pera il 21 febbraio, il 2 marzo è sostituito da Paolo Rossi.
33. ↑  Venti deputati abbandonano il gruppo PSLI durante il 1951. Aderiscono al gruppo PS-SIIS: Luigi Bennani, Virginio Bertinelli, Mario Bettinotti, Bianca Bianchi, Umberto Calosso, Giovanni Cartia, Bruno Castellarin, Guido Ceccherini, Domenico Chiaramello, Italo Cornia, Cornelio Fietta, Ivan Matteo Lombardo, Mario Longhena, Giovanni Battista Pera, Luigi Preti, Nicola Salerno, Giuseppe Saragat, Alberto Simonini, Roberto Tremelloni e Paolo Treves il 18 maggio.
34. ↑  Quattordici deputati aderiscono al gruppo PSU durante il 1950. Abbandonando il gruppo US: Giuseppe Arata, Egidio Ariosto, Chiaffredo Belliardi, Corrado Bonfantini, Piero Calamandrei, Antonio Cavinato, Giovanni Giavi, Ubaldo Lopardi, Matteo Matteotti, Ugo Guido Mondolfo, Ezio Vigorelli, Mario Zagari e Umberto Zanfagnini il 31 gennaio. Abbandonando il gruppo PSI: Giuseppe Lupis il 31 gennaio.
35. ↑  Quattordici deputati abbandonano il gruppo PSU durante il 1951. Aderiscono al gruppo PS-SIIS: Giuseppe Arata, Egidio Ariosto, Chiaffredo Belliardi, Corrado Bonfantini, Piero Calamandrei, Antonio Cavinato, Giovanni Giavi, Ubaldo Lopardi, Giuseppe Lupis, Matteo Matteotti, Ugo Guido Mondolfo, Ezio Vigorelli, Mario Zagari e Umberto Zanfagnini il 18 maggio.
36. ↑  Due deputati del gruppo US cessano dal mandato parlamentare durante il 1949: Candido Grassi il 5 maggio, lo stesso giorno è sostituito da Guido Ceccherini; Luigi Castiglione il 18 novembre, il 24 novembre è sostituito da Giovanni Cartia.
37. ↑  Trentatré deputati abbandonano il gruppo US durante il 1950. Aderiscono al gruppo PSLI: Luigi Bennani, Virginio Bertinelli, Mario Bettinotti, Bianca Bianchi, Umberto Calosso, Giovanni Cartia, Bruno Castellarin, Guido Ceccherini, Domenico Chiaramello, Italo Cornia, Cornelio Fietta, Ivan Matteo Lombardo, Mario Longhena, Giovanni Battista Pera, Luigi Preti, Nicola Salerno, Giuseppe Saragat, Alberto Simonini, Roberto Tremelloni e Paolo Treves il 31 gennaio. Aderiscono al gruppo PSU: Giuseppe Arata, Egidio Ariosto, Chiaffredo Belliardi, Corrado Bonfantini, Piero Calamandrei, Antonio Cavinato, Giovanni Giavi, Ubaldo Lopardi, Matteo Matteotti, Ugo Guido Mondolfo, Ezio Vigorelli, Mario Zagari e Umberto Zanfagnini il 31 gennaio.
38. ↑  Un deputato aderisce al gruppo Misto durante il 1948. Abbandonando il gruppo PNM: Vincenzo Cicerone il 10 giugno.
39. ↑  Due deputati aderiscono al gruppo Misto durante il 1949. Abbandonando il gruppo PNM: Ezio Coppa l'8 luglio, Alberto Consiglio il 12 ottobre.

Un deputato subentrante aderisce al gruppo Misto durante il 1949: Guglielmo Giannini l'11 ottobre, in sostituzione di Giovanni Tanasco del gruppo DC.

Un deputato del gruppo Misto cessa dal mandato parlamentare durante il 1949: Luigi Filosa il 20 giugno, lo stesso giorno è sostituito da Luigi Palmieri.
40. ↑  Un deputato abbandona il gruppo Misto durante il 1950. Aderisce al gruppo PNM: Alberto Consiglio l'8 luglio.
41. ↑  Undici deputati aderiscono al gruppo Misto durante il 1951. Abbandonando il gruppo DC: Florestano Di Fausto e Ettore Viola il 7 febbraio, Domenico Latanza il 3 luglio, Gerardo De Caro il 26 ottobre. Abbandonando il gruppo PCI: Aldo Cucchi e Valdo Magnani il 7 febbraio. Abbandonando il gruppo Liberale: Aldo Casalinuovo ed Epicarmo Corbino il 3 luglio. Abbandonando il gruppo PNM: Tommaso Leone Marchesano il 3 luglio, Giovanni Alliata Di Montereale il 10 luglio. Abbandonando il gruppo PRI: Alessandro Scotti il 9 marzo.

Tre deputati abbandonano il gruppo Misto durante il 1951. Aderiscono al gruppo PNM: Olga Giannini il 13 luglio, Martino Trulli il 17 luglio, Agilulfo Caramia il 2 agosto.
42. ↑  Un deputato aderisce al gruppo Misto durante il 1952. Abbandonando il gruppo PNM: Alberto Consiglio il 15 febbraio

Due deputati abbandonano il gruppo Misto durante il 1952. Aderiscono al gruppo PNM: Florestano Di Fausto l'11 marzo, Tommaso Leone Marchesano il 20 dicembre.
43. ↑  Tre deputati aderiscono al gruppo Misto durante il 1953. Abbandonando il gruppo DC: Raffaele Terranova il 13 febbraio. Abbandonando il gruppo PCI: Luigi Silipo il 13 febbraio. Abbandonando il gruppo PSDI: Piero Calamandrei il 13 febbraio.

Tre deputati abbandonano il gruppo Misto durante il 1953. Aderiscono al gruppo PNM: Giovanni Alliata Di Montereale ed Ezio Coppa il 13 febbraio. Aderisce al gruppo DC: Guido Russo Perez il 19 febbraio.

#### Modifiche nella nomenclatura dei gruppi parlamentari
1. ↑  Il gruppo Partito Socialista (SIIS) (PS-SIIS) si forma il 18 maggio 1951 con venti deputati aderenti provenienti dal gruppo PSLI, quattordici deputati aderenti provenienti dal gruppo PSU e un deputato aderente proveniente dal gruppo PSI.

Il gruppo cambia nome in Partito Socialista Democratico Italiano (PSDI) il 29 gennaio 1952.
2. ↑  Il gruppo Partito Socialista dei Lavoratori Italiani (PSLI) si forma il 31 gennaio 1950 con venti deputati aderenti provenienti dal gruppo US.

Il gruppo cessa il 18 maggio 1951.
3. ↑  Il gruppo Partito Socialista Unitario (PSU) si forma il 31 gennaio 1950 con tredici deputati aderenti provenienti dal gruppo US e un deputato aderente proveniente dal gruppo PSI.

Il gruppo cessa il 18 maggio 1951.
4. ↑  Il gruppo Unità Socialista (US) cessa il 31 gennaio 1950.

## Senato della Repubblica

### Consiglio di presidenza

#### Presidenti
- Ivanoe Bonomi (PSDI) [fino al 20/04/1951] - L'elezione è avvenuta l'8 maggio 1948;
- Enrico De Nicola (Liberale) [dal 28/04/1951 al 24/06/1952] - L'elezione è avvenuta il 28 aprile 1951;
- Giuseppe Paratore (Misto) [dal 26/06/1952 al 24/03/1953] - L'elezione è avvenuta il 26 giugno 1952;
- Meuccio Ruini (Misto) - L'elezione è avvenuta il 25 marzo 1953.

#### Vice presidenti
- Antonio Alberti (DC) [fino al 16/03/1953]
- Salvatore Aldisio (DC) [fino al 26/01/1950]
- Enrico Molè (Dem. Sin.)
- Mauro Scoccimarro (PCI)
- Adone Zoli (DC) [dal 03/03/1950 al 25/07/1951]
- Giovanni Battista Bertone (DC) [dal 10/08/1951]
- Umberto Tupini (DC) [dal 17/03/1953]

#### Questori
- Francesco Miceli Picardi (DC)
- Giovanni Braschi (DC)
- Antonio Priolo (PSI)

#### Segretari
- Enrico Malintoppi (Repubblicano) [fino al 26/05/1948]
- Guido Bisori (DC)
- Luigi Borromeo (DC)
- Antonio Lepore (DC)
- Angelina Merlin (PSI)
- Giacomo Attilio Cermenati (Dem. Sin.)
- Guido Molinelli (PCI)
- Aladino Bibolotti (PCI) [fino al 24/02/1951]
- Giovan Battista Raja (Repubblicano) [dall'08/06/1948 al 26/07/1951]
- Cesare Gavina (PCI) [dal 06/03/1951]
- Riccardo Momigliano (PSDI) [dal 10/08/1951]

### Capigruppo parlamentari
| Gruppo parlamentare | Gruppo parlamentare                     | Presidente | Seggi     |
| ------------------- | --------------------------------------- | --- | --------- |
|                     | Democratico Cristiano                   | Mario Cingolani                                                                                                 | 148 / 330 |
|                     | Comunista                               | Mauro Scoccimarro                                                                                               | 64 / 330  |
|                     | Partito Socialista Italiano             | Sandro Pertini                                                                                                  | 40 / 330  |
|                     | Misto                                   | Francesco Saverio Nitti [fino al 20/02/1953] Enrico De Nicola [dal 21/02/1953]                                  | 33 / 330  |
|                     | Partito Socialista Democratico Italiano | Luigi Montemartini [fino al 05/02/1952] Ludovico D'Aragona [dal 19/06/1951] Alessandro Bocconi [dal 06/02/1952] | 19 / 330  |
|                     | Liberale                                | Alessandro Casati                                                                                               | 10 / 330  |
|                     | Democratico di Sinistra                 | Enrico Molè | 8 / 330   |
|                     | Partito Repubblicano Italiano           | Giovanni Conti [fino al 07/02/1950] Cino Macrelli [dal 01/01/1950]                                              | 8 / 330   |

### Commissioni parlamentari
| #    | Commissione                                                               | Presidente                                         | Presidente                                          |
| ---- | ------------------------------------------------------------------------- | -------------------------------------------------- | --------------------------------------------------- |
| I    | Affari della Presidenza del Consiglio e dell'Interno                      |                                                    | Umberto Merlin (DC) [fino al 28/07/1950]            |
| I    | Affari della Presidenza del Consiglio e dell'Interno                      | Umberto Tupini (DC) [dal 29/07/1950 al 17/03/1953] |                                                     |
| I    | Affari della Presidenza del Consiglio e dell'Interno                      | Antonio Boggiano Pico (DC) [dal 24/03/1953]        |                                                     |
| II   | Giustizia e autorizzazioni a procedere                                    |                                                    | Giovanni Persico (PSDI)                             |
| III  | Affari esteri e colonie                                                   |                                                    | Stefano Jacini (DC) [fino al 31/05/1952]            |
| III  | Affari esteri e colonie                                                   | Giovanni Carrara (DC) [dal 18/07/1952]             |                                                     |
| IV   | Difesa                                                                    |                                                    | Alessandro Casati (Liberale)                        |
| V    | Finanze e tesoro                                                          |                                                    | Giuseppe Paratore (Misto) [fino al 25/06/1952]      |
| V    | Finanze e tesoro                                                          | Giovanni Battista Bertone (DC) [dal 18/07/1952]    |                                                     |
| VI   | Istruzione pubblica e belle arti                                          |                                                    | Gaetano Quagliariello (DC) [fino al 28/07/1950]     |
| VI   | Istruzione pubblica e belle arti                                          | Aldo Ferrabino (DC) [dal 29/07/1950]               |                                                     |
| VII  | Lavori pubblici, Trasporti, Poste e Telecomunicazioni e Marina Mercantile |                                                    | Paolo Cappa (DC) [fino al 25/07/1951]               |
| VII  | Lavori pubblici, Trasporti, Poste e Telecomunicazioni e Marina Mercantile | Guido Corbellini (DC) [dal 02/08/1951]             |                                                     |
| VIII | Agricoltura e Alimentazione                                               |                                                    | Giovanni Pallastrelli (DC) [fino al 28/07/1950]     |
| VIII | Agricoltura e Alimentazione                                               | Rocco Salomone (DC) [dal 29/07/1950]               |                                                     |
| IX   | Industria, commercio interno ed estero, turismo                           |                                                    | Giovanni Battista Bertone (DC) [fino al 31/03/1949] |
| IX   | Industria, commercio interno ed estero, turismo                           | Piero Mentasti (DC) [dal 28/04/1949 al 23/10/1951] |                                                     |
| IX   | Industria, commercio interno ed estero, turismo                           | Mario Longoni (DC) [dal 25/10/1951]                |                                                     |
| X    | Lavoro, emigrazione e previdenza sociale                                  |                                                    | Cino Macrelli (Repubblicano)                        |
| XI   | Igiene e sanità                                                           |                                                    | Raffaele Caporali (DC)                              |

### Riepilogo della composizione
| Gruppo parlamentare al Senato della Repubblica | Gruppo parlamentare al Senato della Repubblica | Inizio legislatura | 1948 | 1949 | 1950 | 1951 | 1952 | Fine legislatura |
| ---------------------------------------------- | ---------------------------------------------- | ------------------ | ---- | ---- | ---- | ---- | ---- | ---------------- |
|                                                | Democratico Cristiano (DC)                     | 148                | 147  | 149  | 149  | 149  | 148  | 148              |
|                                                | Comunista (PCI)                                | 66                 | 65   | 66   | 66   | 64   | 64   | 64               |
|                                                | Partito Socialista Italiano (PSI)              | 41                 | 41   | 42   | 39   | 39   | 39   | 40               |
|                                                | Partito Socialista Democratico Italiano (PSDI) | 23                 | 22   | 18   | 18   | 24   | 20   | 19               |
|                                                | Liberale                                       | 10                 | 10   | 10   | 10   | 11   | 10   | 10               |
|                                                | Democratico di Sinistra (Dem. Sin.)            | 11                 | 9    | 7    | 7    | 7    | 8    | 8                |
|                                                | Repubblicano                                   | 11                 | 11   | 11   | 10   | 10   | 8    | 8                |
|                                                | Gruppo misto                                   | 33                 | 29   | 30   | 36   | 32   | 34   | 34               |
| Totale                                         | Totale                                         | 343                | 334  | 333  | 335  | 336  | 331  | 331              |

#### Modifiche nella composizione dei gruppi parlamentari
1. ↑  Un senatore del gruppo DC decede durante il 1948: Giuseppe Micheli il 17 ottobre.
2. ↑  Tre senatori aderiscono al gruppo DC durante il 1949. Abbandonando il gruppo Misto: Carl von Braitenberg, Giuseppe Raffeiner e Mariano Rosati il 1º gennaio.

Un senatore del gruppo DC decede durante il 1949: Giovanni Bertini il 29 dicembre.
3. ↑  Tre senatori del gruppo DC decedono durante il 1950:Raul De Luzenberger il 5 febbraio, il 7 febbraio è sostituito da Clemente Piscitelli; Antonio Bareggi il 21 marzo, il 23 marzo è sostituito da Edoardo Origlia; Agostino D'Incà il 2 settembre, il 26 settembre è sostituito da Romolo Saggioro.
4. ↑  Quattro senatori decedono durante il 1952: Carlo Perini il 3 marzo, il 7 marzo è sostituito da Giovanni Maria Cornaggia Medici; Stefano Jacini il 31 maggio; Mosè Ricci l'8 luglio, il 10 luglio è sostituito da Giuseppe Zugaro De Matteis; Nicola Ciccolungo il 28 ottobre, il 30 ottobre è sostituito da Arnaldo Ranaldi.
5. ↑  Due senatori del gruppo PCI decedono durante il 1948: Autunno Ravà l'8 maggio, il 1º giugno è sostituito da Paolo Fortunati; Giuseppe Rossi il 13 agosto.
6. ↑  Un senatore aderisce al gruppo PCI durante il 1949. Abbandonando il gruppo Dem.Sin.: Massimo Bontempelli il 1º gennaio.
7. ↑  Un senatore del gruppo PCI cessa dal mandato parlamentare durante il 1950: Massimo Bontempelli il 2 febbraio, il 7 febbraio è sostituito da Felice Platone.
8. ↑  Due senatori del gruppo PCI decedono durante il 1951: Ilio Barontini il 22 gennaio, il 25 gennaio è sostituito da Emilio Zannerini che aderisce al gruppo PSI; Aladino Bibolotti il 24 febbraio.
9. ↑  Due senatori subentranti aderiscono al gruppo PCI durante il 1952: Luigi Colla il 5 febbraio, in sostituzione di Virgilio Luisetti del gruppo PS (S.I.I.S.); Antonio Cassitta il 1º luglio, in sostituzione di Giuseppe Cavallera del gruppo PSI.

Due senatori del gruppo PCI decedono durante il 1952: Alberigo Oreste Talarico il 9 ottobre, il 14 ottobre è sostituito da Antonio Mantica che aderisce al gruppo PSI; Otello Putinati il 19 dicembre,  il 15 gennaio 1953 è sostituito da Arnaldo Zanuccoli.
10. ↑  Un senatore del gruppo PSI decede durante il 1948: Pietro Torelli il 22 luglio, il 28 luglio è sostituito da Amilcare Locatelli.
11. ↑  Un senatore aderisce al gruppo PSI durante il 1949. Abbandonando il gruppo Dem. Sin.: Emilio Lussu il 1º gennaio.

Un senatore subentrante aderisce al gruppo PSI durante il 1949: Gabriele Jannelli il 22 giugno, in sostituzione di Floriano Del Secolo del gruppo Dem. Sin.

Un senatore abbandona il gruppo PSI durante il 1949. Aderisce al gruppo Misto: Tommaso Tonello il 30 settembre.
12. ↑  Tre senatori abbandonano il gruppo PSI durante il 1950. Aderiscono al gruppo Misto: Giovanni Cosattini, Virgilio Luisetti e Giuseppe Romita il 31 dicembre.
13. ↑  Un senatore subentrante aderisce al gruppo PSI durante il 1951: Emilio Zannerini il 25 gennaio, in sostituzione di Ilio Barontini del gruppo PCI.

Un senatore del gruppo PSI decede durante il 1951: Francesco Buffoni il 1º febbraio.
14. ↑  Un senatore subentrante aderisce al gruppo PSI durante il 1952: Antonio Mantica il 14 ottobre, in sostituzione di Alberigo Oreste Talarico del gruppo PCI.

Un senatore del gruppo PSI decede durante il 1952: Giuseppe Cavallera il 22 giugno, il 1º luglio è sostituito da Antonio Cassitta che aderisce al gruppo PCI;
15. ↑  Un senatore subentrante aderisce al gruppo PSI durante il 1952: Arnaldo Zanuccoli il 15 gennaio, in sostituzione di Otello Putinati del gruppo PCI.
16. ↑  Un senatore del gruppo US decede durante il 1948: Giuseppe Canepa il 22 dicembre.
17. ↑  Quattro senatori abbandonano il gruppo US durante il 1949. Aderiscono al gruppo Misto: Luigi Carmagnola, Gaetano Pieraccini, Luigi Rocco e Francesco Zanardi il 31 dicembre.
18. ↑  Sette senatori aderiscono al gruppo PS (S.I.I.S.) durante il 1951. Abbandonando il gruppo Misto: Luigi Carmagnola, Giovanni Cosattini, Virgilio Luisetti, Gaetano Pieraccini, Giuseppe Romita, Tommaso Tonello e Francesco Zanardi il 19 giugno.

Un senatore abbandona il gruppo PSLI durante il 1951. Aderisce al gruppo Misto: Nino Mazzoni il 18 giugno.
19. ↑  Un senatore abbandona il gruppo PSDI durante il 1952. Aderisce al gruppo Misto: Francesco Zanardi il 29 settembre.

Tre senatori del gruppo PS (S.I.I.S.)/PSDI decedono durante il 1952: Virgilio Luisetti il 30 gennaio, il 5 febbraio è sostituito da Luigi Colla che aderisce al gruppo PCI; Luigi Montemartini il 5 febbraio; Adolfo Zerboglio il 30 marzo.
20. ↑  Un senatore abbandona il gruppo PSDI durante il 1953. Aderisce al gruppo Misto: Gaetano Pieraccini il 22 marzo.
21. ↑  Un senatore aderisce al gruppo Liberale durante il 1949. Abbandonando il gruppo Misto: Egidio Fazio il 1º gennaio.

Un senatore abbandona il gruppo Liberale durante il 1949. Aderisce al gruppo Misto: Roberto Lucifero d'Aprigliano il 19 dicembre.
22. ↑  Due senatori aderiscono al gruppo Liberale durante il 1951. Abbandonando il gruppo Misto: Ugo Della Seta e Pasquale Jannaccone il 1º gennaio.

Un senatore abbandona il gruppo Liberale durante il 1951. Aderisce al gruppo Misto: Pasquale Jannaccone il 31 dicembre.
23. ↑  Un senatore aderisce al gruppo Liberale durante il 1952. Nominato senatore a vita: Umberto Zanotti Bianco il 17 settembre.

Un senatore abbandona il gruppo Liberale durante il 1952. Aderisce al gruppo Misto: Domenico Tripepi il 26 maggio.

Un senatore del gruppo Liberale decede durante il 1952: Benedetto Croce il 20 novembre.
24. ↑  Due senatori abbandonano il gruppo Dem.Sin durante il 1948. Aderisce al gruppo PCI: Massimo Bontempelli il 31 dicembre. Aderisce al gruppo PSI: Emilio Lussu il 31 dicembre.
25. ↑  Due senatori del gruppo Dem. Sin. decedono durante il 1949: Dante Veroni il 25 marzo; Floriano Del Secolo il 20 giugno, il 22 giugno è sostituito da Gabriele Jannelli che aderisce al gruppo PSI.
26. ↑  Un senatore aderisce al gruppo Dem. Sin. durante il 1952. Abbandonando il gruppo Misto: Luigi Rocco il 20 marzo.
27. ↑  Un senatore aderisce al gruppo Repubblicano durante il 1949. Abbandonando il gruppo Misto: Federico Ricci il 1º gennaio.

Un senatore abbandona il gruppo Repubblicano durante il 1949. Aderisce al gruppo Misto: Ugo Della Seta il 14 febbraio.
28. ↑  Un senatore abbandona il gruppo Repubblicano durante il 1950. Aderisce al gruppo Misto: Giovanni Conti il 7 febbraio.
29. ↑  Due senatori decedono durante il 1952: Cipriano Facchinetti il 17 febbraio, Carlo Sforza il 4 settembre.
30. ↑  Un senatore aderisce al gruppo Misto durante il 1948. Poiché ex Presidente della Repubblica: Enrico De Nicola il 12 maggio.

Cinque senatori abbandonano il gruppo Misto durante il 1948. Aderiscono al gruppo DC: Carl von Braitenberg, Giuseppe Raffeiner e Mariano Rosati il 31 dicembre. Aderisce al gruppo Liberale: Egidio Fazio il 31 dicembre. Aderisce al gruppo Repubblicano: Federico Ricci il 31 dicembre.
31. ↑  Quattro senatori aderiscono al gruppo Misto durante il 1949. Abbandonando il gruppo Repubblicano: Ugo Della Seta il 15 febbraio. Abbandonando il gruppo PSI: Tommaso Tonello il 1º ottobre. Abbandonando il gruppo Liberale: Roberto Lucifero d'Aprigliano il 20 dicembre. Nominato senatore a vita: Guido Castelnuovo il 5 dicembre.

Un senatore del gruppo Misto cessa dal mandato parlamentare durante il 1949: Francesco Termini il 22 giugno, il 7 luglio è sostituito da Giambattista Rizzo.

Tre senatori del gruppo Misto decedono durante il 1949: Nino Ronco il 12 maggio, Roberto Bencivenga il 23 ottobre, Giuseppe Buonocore l'8 ottobre.
32. ↑  Otto senatori aderiscono al gruppo Misto durante il 1950. Abbandonando il gruppo US: Luigi Carmagnola, Gaetano Pieraccini, Luigi Rocco e Francesco Zanardi il 1º gennaio. Nominati senatori a vita: Pietro Canonica, Gaetano De Sanctis e Pasquale Jannaccone il 1º dicembre. Abbandonando il gruppo Repubblicano: Giovanni Conti l'8 febbraio.

Due senatori abbandonano il gruppo Misto durante il 1950. Aderiscono al gruppo Liberale: Ugo Della Seta e Pasquale Jannaccone il 31 dicembre.
33. ↑  Quattro senatori aderiscono al gruppo Misto durante il 1951. Abbandonando il gruppo PSI: Giovanni Cosattini, Virgilio Luisetti e Giuseppe Romita il 1º gennaio. Abbandonando il gruppo PS (S.I.I.S.): Nino Mazzoni il 19 giugno.

Sette senatori abbandonano il gruppo Misto durante il 1951. Aderiscono al gruppo PS (S.I.I.S.): Luigi Carmagnola, Giovanni Cosattini, Virgilio Luisetti, Gaetano Pieraccini, Giuseppe Romita, Tommaso Tonello e Francesco Zanardi il 18 giugno.

Un senatore del gruppo Misto decede durante il 1951: Ivanoe Bonomi il 20 aprile.
34. ↑  Quattro senatori aderiscono al gruppo Misto durante il 1952. Abbandonando il gruppo Liberale: Pasquale Jannaccone il 1º gennaio, Domenico Tripepi il 27 maggio. Nominato senatore a vita: Luigi Sturzo il 17 settembre. Abbandonando il gruppo PSDI: Francesco Zanardi il 30 settembre.

Un senatore abbandona il gruppo Misto durante il 1952. Aderisce al gruppo Dem. Sin.: Luigi Rocco il 19 marzo.

Un senatore del gruppo Misto decede durante il 1952: Guido Castelnuovo il 27 aprile.
35. ↑  Un senatore aderisce al gruppo Misto durante il 1953. Abbandonando il gruppo PSDI: Gaetano Pieraccini il 23 marzo.

Un senatore del gruppo Misto decede durante il 1953: Francesco Saverio Nitti il 20 febbraio.

#### Modifiche nella nomenclatura dei gruppi parlamentari
1. ↑  Il gruppo Unità Socialista (US) cambia nome in Partito Socialista dei Lavoratori Italiani (PSLI) il 1º gennaio 1950.

Il gruppo cambia nome in PSI (Sezione Italiana dell'Internaz. Socialista) (PS (S.I.I.S.)) il 19 giugno 1951.

Il gruppo cambia nome in Partito Socialista Democratico Italiano (PSDI) il 13 febbraio 1952.